# إبراهيم حميدي
إبراهيم حميدي (9 مارس 1969- ) صحافي وكاتب سوري من إدلب، عمل مراسلاً ثم مديراً لمكتب جريدة الحياة في دمشق قبل إنتقاله إلى جريدة الشرق الأوسط في العاصمة البريطانية لندن سنة 2017. وخلال مسيرة مهنية ممتدة عبر ثلاثة عقود من الزمن حاور حميدي عدداً من الشخصيات السياسة مثل الرئيس السوري بشار الأسد والعراقي جلال الطالباني ورئيس وزراء بريطانيا بوريس جونسون واليابان شينزو آبي. كما عمل مديراً لمكتب المؤسسة اللبنانية للإرسال بدمشق وكان ينشر مقالات رأي في عدة صحف عالمية مثل الديلي ستار اللبنانية والتيليغراف البريطانية. وفي تشرين الثاني 2006 أصبح زميل باحث في جامعة سانت أندروز في اسكتلندا حيث شارك في تأسيس مركز الدراسات السورية هناك.
وهو متزوج من الإعلامية والروائية السورية ديمة ونوس.

## البداية
ولد إبراهيم حميدي في قرية أورم الجوز بريف إدلب، وعاش طفولته في فقر مدقع وهو يتيم الأب. درس الصحافة في جامعة دمشق وعمل صحفياً في مكتب جريدة الحياة، تحت اشراف عبد الله الدردري، أستاذ مادة الصحافة باللغة الإنكليزية الذي أصبح بعد سنوات نائباً لرئيس الحكومة السورية. وعند مغادرة الدردري الجريدة للعمل مع منظمة الأمم المتحدة، وقع الخيار على حميدي ليكون مراسلاً معتمداً في سورية، خلفاً للدردري، وكان ذلك في تشرين الثاني 1993.

## عملية السلام
تزامن عمل إبراهيم حميدي مع إنطلاق عملية السلام في الشرق الأوسط من خلال مؤتمر مدريد، وقد تابع تطورات المفاوضات السورية الإسرائيلي منذ بدايتها وحتى النهاية وكتب عنها بتفصيل دقيق. في كانون الثاني 2000، حضر حميدي مفاوضات شيبارد زتاون التي جمعت بين وزير خارجية سورية فاروق الشرع ورئيس وزراء إسرائيل أيهود باراك، بحضور الرئيس الأميركي بيل كلينتون ووزيرة الخارجية مادلين أولبرايت. كادت تلك المفاوضات أن تنهار بسبب نشر حميدي لمقال في جريدة الحياة، عن تصوره لمسودة إتفاق وتفاصيل الإنسحاب من هضبة الجولان والترتيبات الأمنية، وقد ظنّ الإسرائيليون أن هذا التصور نُشر بموافقة أو تسريب من الدولة السورية، وهو ما نفاه حميدي مراراً.  وفي أذار 2000 كان إيراهيم حميدي حاضراً في القمة السورية الأميركية الآخيرة في مدينة جينيف السويسرية، والتي جمعت بين الرئيسين حافظ الأسد وبيل كلينتون.

## الإعتقال
قام إبراهيم حميدي بتغطية وفاة الرئيس حافظ الأسد يوم 10 حزيران 2000 وتولى نجله بشار الأسد زمام الحكم في سورية. وقد كتب الكثير عن ما سُمي يومها بربيع دمشق ونشاط المنتديات السياسية في مناقشة دور حزب البعث ومستقبله في السلطة، إضافة إلى وجوب بقاء أو حذف المادة الثامنة من الدستور السوري، التي أعطت البعث حق قيادة الدولة والمجتمع من عام 1973. وفي 23 كانون الأول 2002، تم اعتقاله على خلفية نشر مقال في الحياة عن إستعدادات سورية لاستقبال أفواج اللاجئين المحتملين القادمين من العراق، خلال المراحل الآخيرة من عهد الرئيس صدام حسين. وقد ظلّ سجيناً في دمشق حتى 25 آيار 2003، حين أُطلق سراحه بعد تبرئته من كل التهم الموجهة إليه، بما فيها التزوير ونشر الأخبار الكاذبة.

## جريدة الشرق الأوسط
غادر إبراهيم حميدي دمشق في ربيع العام 2012، بعد سنة واحدة من إندلاع الإحتجاجات الشعبية ضد حكم الرئيس بشار الأسد، متوجهاً إلى بيروت أولاً ومن ثم إلى لندن للإلتحاق بمكتب جريدة الحياة في بريطانيا. وكان حميدي في السنوات التي سبقت الحرب السورية قد رافق الرئيس الأسد في عدة سفرات رئاسية إلى فرنسا وتركيا وروسيا والنمسا، إضافة إلى رحلته إلى أميركا اللاتينية سنة 2010. وفي عام 2017 غادر حميدي عمله في جريدة الحياة، بعد مغادرة صديقه الصحفي اللبناني غسان شربل لرئاسة التحرير، والتحق بأسرة جريدة الشرق الأوسط السعودية، محرراً ديبلوماسياً.